# Porella struma
Porella struma är en mossdjursart som först beskrevs av Norman 1868.  I den svenska databasen Dyntaxa används istället namnet Porelloides struma. Enligt Catalogue of Life ingår Porella struma i släktet Porella och familjen Bryocryptellidae, men enligt Dyntaxa är tillhörigheten istället släktet Porelloides och familjen Bryocryptellidae. Arten är reproducerande i Sverige. Inga underarter finns listade i Catalogue of Life.